# Jagdgeschwader 2 »Richthofen«
Jagdgeschwader 2 »Richthofen« (dobesedno slovensko: Lovski polk 2 »Richthofen«; kratica JG 2) je bil lovski letalski polk (Geschwader) v sestavi nemške Luftwaffe med drugo svetovno vojno.

## Organizacija
- štab
- I. skupina
- II. skupina
- III. skupina
- IV. skupina

## Vodstvo polka
Poveljniki polka 
- Nadporočnik Gerd von Massow: 1. maj 1939
- Nadporočnik Harry von Bülow-Bothkamp: april 1940
- Major Wolfgang Schnellmann: 3. september 1940
- Major Helmut Wick: 20. oktober 1940
- Stotnik Karl-Heinz Greisert: 29. november 1940
- Major Wilhelm Balthasar: 16. februar 1941
- Nadporočnik Walter Oesau: julij 1941
- Major Egon Mayer: 1. julij 1943
- Major Kurt Ubben: 2. marec 1944
- Nadporočnik Kurt Bühligen: 28. april 1944